# Močilno
Močilno – wieś w Słowenii, w gminie Radeče. W 2018 roku liczyła 101 mieszkańców.